# Vod
Vod (angleško Platoon; nemško Zug) je pehotna vojaška enota.
Vod je sestavljen iz 3-4 oddelkov in mu poveljuje poročnik, medtem ko je najvišji podčastnik drugi poveljujoči mož. Sam vod ima od 16-70 vojakov, kar je odvisno od tipa enote (pehotna enota, oklepna enota,...) in od same vojske.
Pehotni vod kopenske vojske ZDA ima 45 vojakov, ki so razdeljeni na: 
- Štab voda (5 vojakov)
- 3x oddelek (10 vojakov)
- podporni oddelek (10 vojakov).

| Manjša: Oddelek | vojaška enota/formacije | Večja: Četa |